# Carl Schwartz
Carl Schwartz – amerykański muzyk i wokalista związany z nurtem hardcore.

## Życiorys
Syn weterana wojny w Wietnamie. W młodym wieku stracił matkę, która zmarła. Podejmował różne prace, aż zdecydował się sprzedać swój dobytek, po czym przez lata przebywał na trasach koncertowych.
Od dzieciństwa zajmował się muzyką klasyczną, jako że w wieku siedmiu lat zaczął grać na skrzypcach. Później odkrył gatunki hardcore i metal, którym się poświęcił. Wśród swoich inspiracji wymienił m.in. twórczość grup Hatebreed, Earth Crisis, Sick of It All, a także zespołów, które wypowiadały się np. o problemach polityki czy ludzkich zmaganiach, z którymi ludzie mogą się utożsamić. Za swoje trzy ulubione zespoły i płyty uznał: Metallica (…And Justice for All), Guns N’ Roses (Appetite for Destruction), Hatebreed (Satisfaction Is the Death of Desire). Docenił też twórczość Michaela Jacksona.
Pierwotnie wraz z Dougiem Webberem założył grupę Sworn Vengeance, w której był wokalistą i grał na gitarze basowej. Na jej gruzach początkiem 2002 w San Francisco założył zespół First Blood (współtwórcą był także Doug Webber). Początkowo celem formacji było koncertowanie w rejonie ww. miasta w Kalifornii, tj. miejsca zamieszkania Schwartza. On sam odpowiadał za wszelkie sprawy w zespole. Już wtedy reprezentował wegański styl życia, a w tym zakresie m.in. założył stronę internetową, stanowiącą przewodnik po restauracjach i sklepach przyjaznych weganom. Został też wyznawcą zasad straight edge. Określił siebie jako ateistę.
Rok po Webberze, w 2003 dołączył do składu formacji Terror. Uczestniczył w nagraniach płyty One with the Underdogs, wydanej w 2004. Z uwagi na członkostwo w tej grupie niemożliwe dla niego stało się intensywne koncertowanie z First Blood. W grudniu 2005 poinformowano, że opuścił Terror (wokalista Scott Vogel przyznał wtedy, że Schwartz źle znosił styl życia członków podczas tras koncertowych). Finalnie pomógł jeszcze członkom zespołu w nagrywaniu płyty Always the Hard Way, wydanej w 2006.
Po odejściu z Terroru skoncentrował się na działalności First Blood, a jego zamiarem było udanie się na trasę koncertową z grupą. W 2006 premierę miała piersza płyta długogrająca zespołu, zatytułowana Killafornia i wydana przez Trustkill Records. W lirykach piosenek zawarł ważne dla siebie tematy jak wzloty i upadki, frustracje i niezadowolenie z pewnych rzeczy na świecie.
W 2007, po odejściu wokalisty Ché Sneltinga ze składu holenderskiej grupy Born from Pain, został zaangażowany w jego miejsce podczas koncertów na czas nieokreślony. W 2010 wydano drugi album First Blood pt. Silence is Betrayal nakładem Bullet Tooth. W tekstach utworów z płyty wyraził słowa walki o wyzwolenie zwierząt, jako że sam został aktywistą na rzecz ich praw i dobrostanu oraz orędownikiem działań organizacji PETA, a do swojego życia wcielił zasady weganizmu i zdrowego żywienia. Od drugiej płyty minęło siedem lat przerwy wydawniczej. 
Przez pewien czas mieszkał w meksykańskiej Tijuanie. Około 2010 przeprowadził się do Szwecji, gdzie przez następne lata mieszkał i zajmował się kręceniem filmów. W tym okresie zawarł związek małżeński, którego owocem był syn Wolfgang, a następnie rozwiódł się. W czasie istnienia FB następowały zmiany w składzie zespołu, a sam Schwartz był jedynym stałym członkiem, odpowiedzialnym za tworzenie piosenek i nagrywanie. Na ostatniej płycie, wydanej w 2017 pt. Rules nakładem Pure Noise Records, każdy z utworów zawierał w nazwie słowo „rules” (zasady) i z tego względu Schwartz zaklasyfikował album jako koncepcyjny. W 2017 określił muzykę grupy jako „heavy mosh” lub „hardcore mosh metal”. 6 lat wcześniej uznał jednak, że przekaz płynący z jego twórczości za ważniejszy od samej muzyki. Na 2018 planował wydanie kontynuacji tego wydawnictwa z racji zachowanych utworów z sesji nagraniowej (zamierzał nazwać kolejną płytę More Rules albo Rules part 2).
30 lipca 2023 podczas koncertu Terroru w Monachium zastąpił gitarzystę Martina Stewarta. 9 sierpnia 2023 poinformował o śmierci Stephanie, tj. matki swojego syna Wolfganga. W czerwcu 2025 awaryjnie został zaangażowany do roli basisty grupy Hatebreed podczas europejskiej trasy koncertowej.

## Dyskografia
Sworn Vengeance
- Domination (2000, Battlescarred Records, Breakout Records)
- My Friend Violence (2001, A Reason Why Records, Battlescarred Records)

Terror
- Split z Ringworm (2003, Deathwish), gitara basowa
- One with the Underdogs (2004, Trustkill Records), gitara basowa
- Lowest of the Low EP (2005, Trustkill Records, zapis koncertu z Tokio na reedycji płyty), gitara basowa
- Always the Hard Way (2006, Trustkill Records), nagrywanie gitar

First Blood
- Killafornia (2006, Trustkill Records)
- Silence is Betrayal (2010, Bullet Tooth)
- Rules (2017, Pure Noise Records)

Inny udział
- Bloodshed Remains – What We Live For (2010), gościnnie śpiew w utworze „Liberty”
- Saving Grace – The King Is Coming (2011), gościnnie śpiew w utworze „Habakkuk”
- Stick To Your Guns – Diamond (2012), gościnnie śpiew w utworze „Bringing You Down”
- Those Who Fear – Unholy Anger (2013), gościnnie śpiew w utworze „(Un)Holy Anger”
- GhostXShip – Carry The Flame (2013), gościnnie śpiew w utworze „Trust Isn't Free” (cover Earth Crisis)
- No Second Chance – Face Reality (2013), gościnnie śpiew w utworze „Sick And Tired”
- XOne ChoiceX – Black Horizon (2013), gościnnie śpiew w utworze „Black Horizon”
- Worst – Instinto Ruim (2013), gościnnie śpiew w utworze „Urban Discipline” (cover Biohazard)
- Break X Out – Open Your Eyes (2016), gościnnie śpiew w utworze „We All Bleed Red”
- Dead Man’s Chest – Violent Days (2016), gościnnie śpiew w utworze „Our Most Violent Days”
- Questions – Libertatem! (2019), gościnnie śpiew w utworze „Illegal”
- Decayer – End Note (2019), gościnnie śpiew w utworze „A Fathers Aggression”
- Last Hope – Peacemaker (2019), gościnnie śpiew w utworze „One Of Us”
- Downset – Maintain (2022), produkcja muzyczna (prócz niego Nick Jett)